# Henri d’Artois

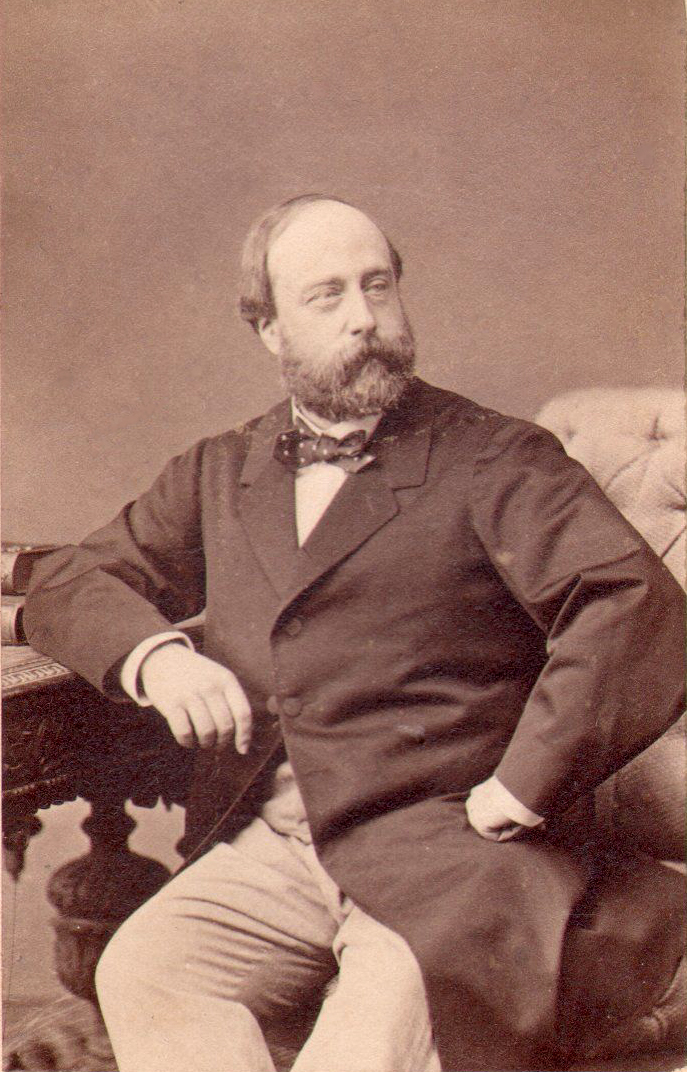
Henri d’Artois, Graf von Chambord (1820–1883)

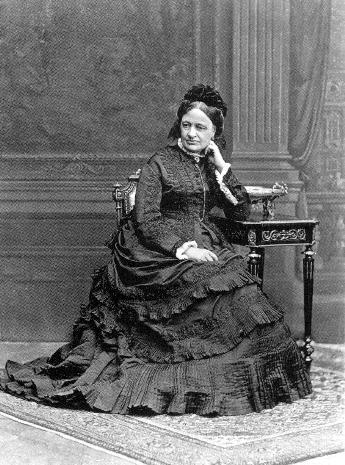
Maria Theresia von Österreich-Este (1817–1886)

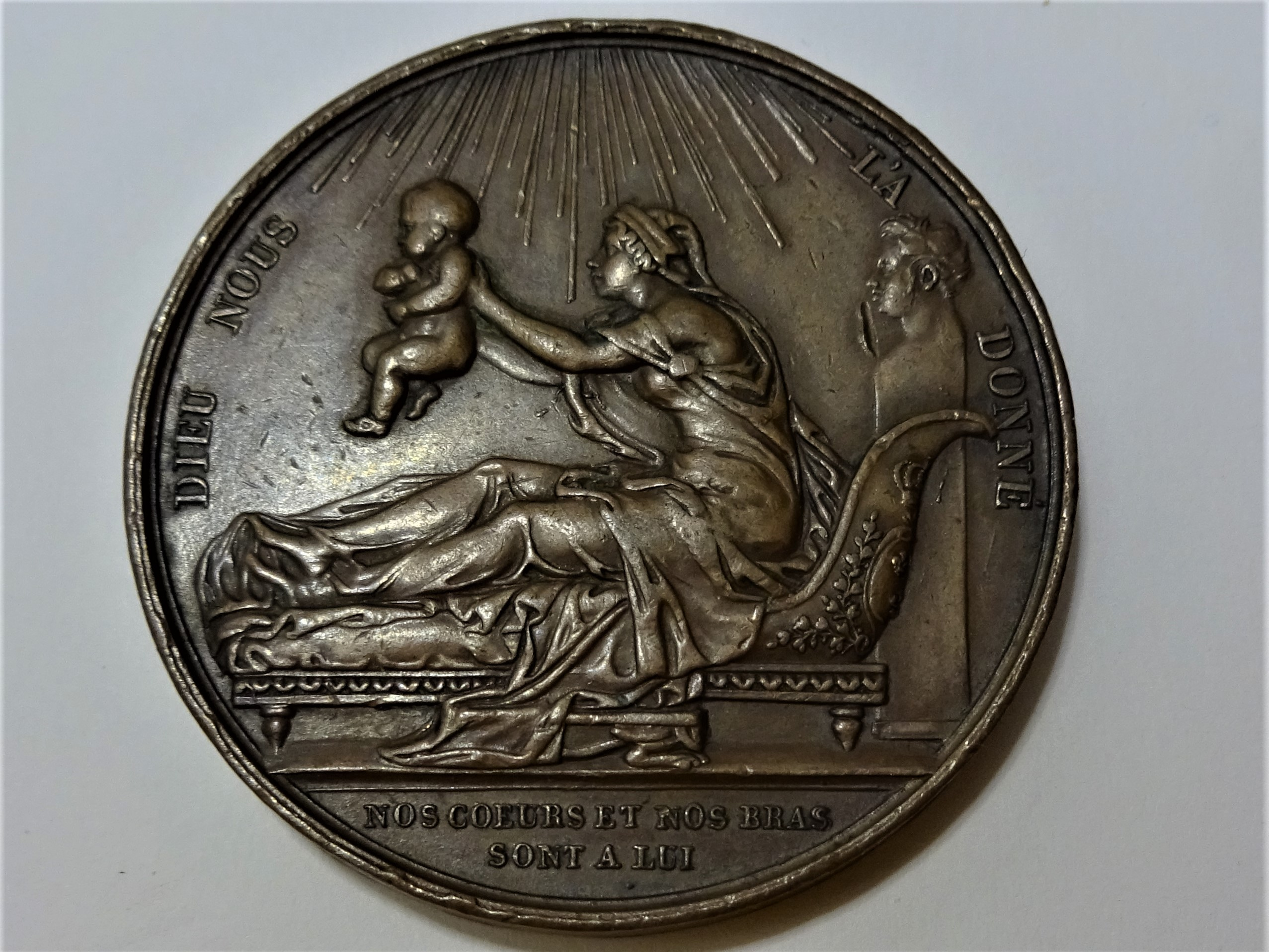
Henri in den Armen seiner Mutter und Büste seines Vaters dahinter auf Medaille auf seine Geburt

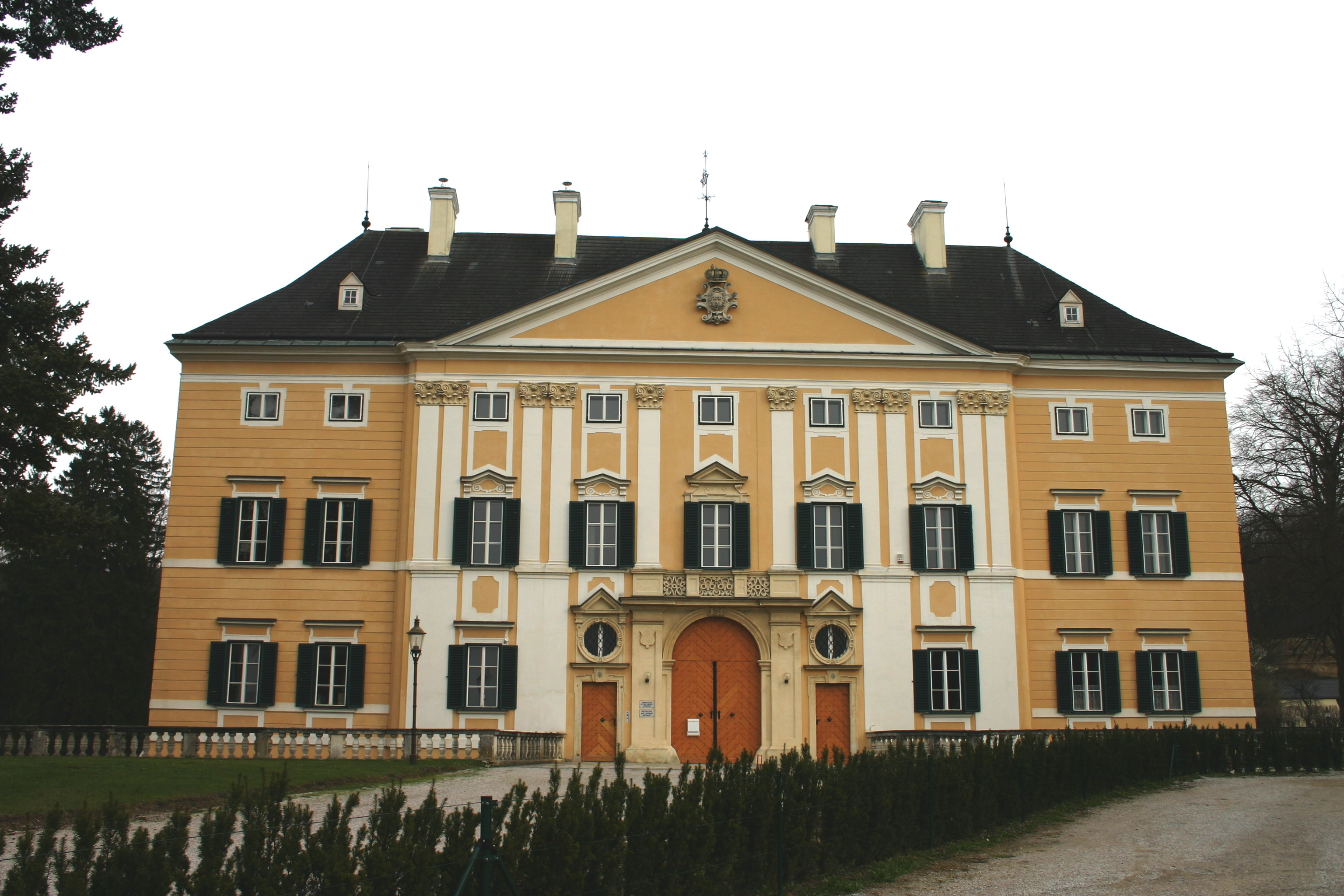
Schloss Frohsdorf in Frohsdorf bei Wiener Neustadt

Henri d’Artois (vollständiger Name Henri Charles Ferdinand Marie Dieudonné de Bourbon-Artois, duc de Bordeaux, comte de Chambord; * 29. September 1820 im Palais des Tuileries, Paris; † 24. August 1883 auf Schloss Frohsdorf, Österreich) wurde nach der Abdankung seines Großvaters Karl X. am 2. August 1830 von den französischen Legitimisten als Heinrich V. zum König von Frankreich ausgerufen.

## Leben
Henri de Bourbon-Artois war der postum geborene Sohn des 1820 in Paris ermordeten Charles Ferdinand de Bourbon, duc de Berry, des zweiten Sohns König Karls X. von Frankreich, und der Prinzessin Maria Karolina von Neapel-Sizilien.
Da seine Geburt den Fortbestand der legitimen Dynastie der Bourbonen sicherte, wurde er als „ein von Gott geschenktes Wunderkind“ gefeiert. Das Ministerium Richelieu wollte für das „Kind von Frankreich“ die Domäne Chambord ankaufen, gab diesen Plan aber auf Druck der Öffentlichkeit wieder auf. Deshalb erwarb ein Verein von Legitimisten die Domäne und schenkte sie dem Prinzen am Tag seiner Taufe, dem 1. Mai 1821.

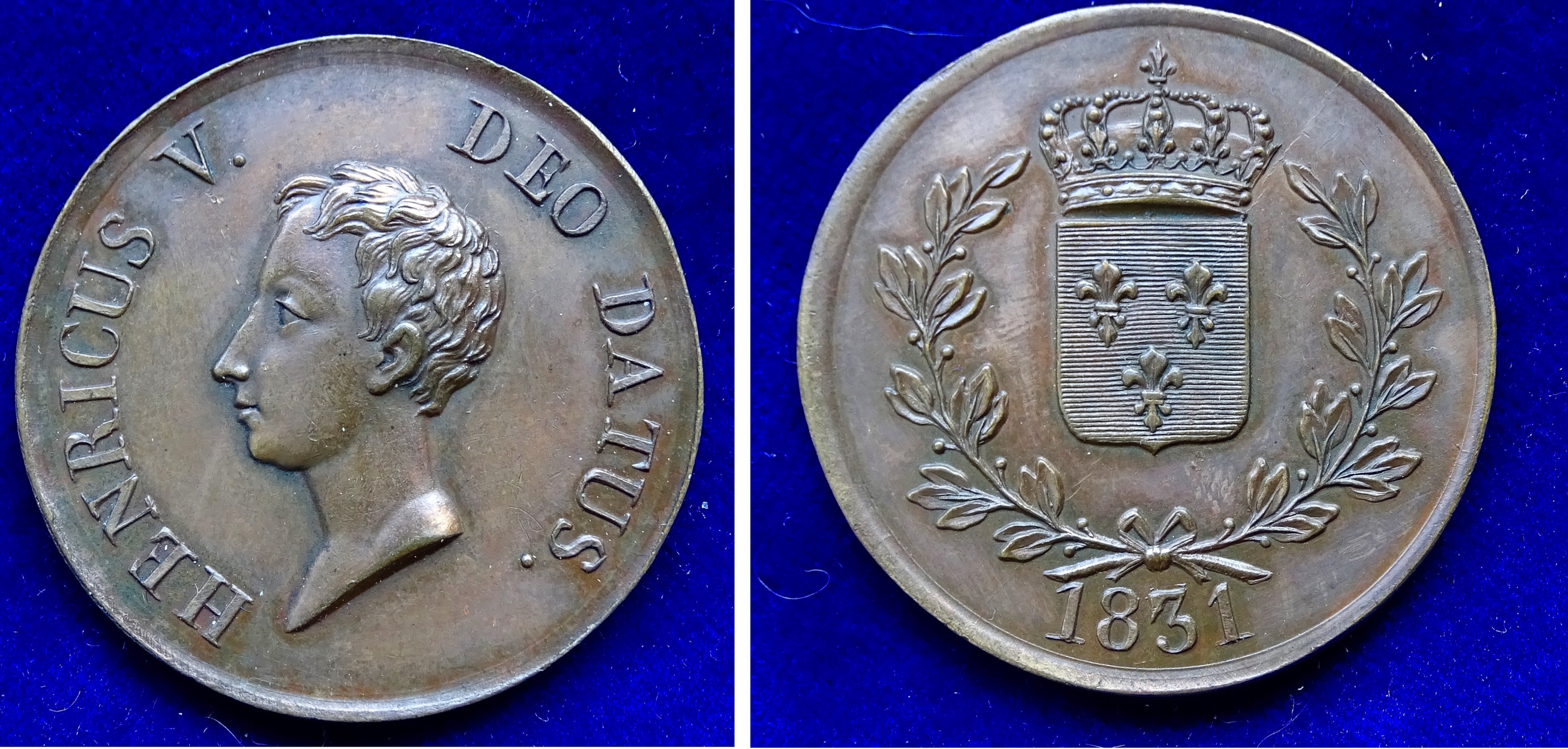
5 Francs Heinrichs V. von 1831, Anwärtermünze: l. Kinderkopf, r. das königliche Wappen Frankreichs

Nach der Julirevolution dankten Karl X. und dessen kinderloser Sohn, der Herzog von Angoulême, zugunsten des unmündigen Prinzen ab, an dem allein nun die legitimistische Thronfolge hing. Tatsächlich war aber Louis-Philippe I. aus dem Haus Orléans am 7. August 1830 zum König ausgerufen worden. Henri wurde nach Prag gebracht. Mit seiner Erziehung wurden Jesuiten und die legitimistischen Generale Alphonse-Henri d’Hautpoul und Marie Victor Nicolas de Fay de La Tour-Maubourg unter Leitung von Ange Hyacinthe Maxence de Damas betraut, weswegen die Richtung derselben eine ultramontane und absolutistische wurde.
Nach dem Tod Karls X. am 6. November 1836 und dem seines Onkels Ludwig Anton 1844 wurde Chambord von den Legitimisten als der rechtmäßige König Heinrich V. angesehen. Nach längeren Reisen in verschiedenen Ländern Europas, während derer er sich 1841 durch einen Sturz vom Pferd so verletzte, dass er einen hinkenden Gang behielt, und 1843 in Belgrave Square in London einen Huldigungsbesuch von 300 Legitimisten aus Frankreich empfing, ließ er sich in Görz nieder und nahm nach dem Tod des Herzogs von Angoulême den Titel eines Grafen von Chambord an.
Das Vermögen von fünf Millionen Franc, das ihm der Herzog von Blacas hinterlassen hatte, erlaubte ihm eine fürstliche Hofhaltung. Am 16. November 1846 vermählte er sich in der Minoritenkirche in Bruck an der Mur mit der Prinzessin Maria Theresia von Österreich-Este und nahm seinen Aufenthalt in Schloss Frohsdorf bei Wiener Neustadt. Die Ehe blieb kinderlos.
Sowohl nach der Februarrevolution 1848 als auch nach dem Ende des zweiten Kaiserreichs 1870 versuchte die legitimistische Partei, Chambord als Heinrich V. auf den Thron zu heben. Um die Unterstützung der Orléanisten zu gewinnen, wollte man mit diesen fusionieren und der Familie Orléans das Thronfolgerecht sichern. Beide Male scheiterte der Versuch, 1871 letztlich an der Weigerung des Grafen, die Trikolore anstatt der weißen Nationalflagge des Königreichs anzunehmen und sich auf eine Verfassung im Voraus zu verpflichten. Vielmehr stützte sich Chambord einzig und allein auf die klerikale Partei, wodurch er seine Thronbesteigung unmöglich machte. Daraufhin zog er das Leben eines reichen Landedelmanns dem französischen Thron vor.
Er starb am 24. August 1883 in Frohsdorf und wurde am 3. September 1883 letztwillig im Kloster Kostanjevica im heute slowenischen Teil von Görz (slowenisch Nova Gorica) bestattet. Seine Gattin, Maria Theresia von Modena-Este, wohnte nach seinem Tod noch drei Jahre im Palazzo der Grafen Lantieri in Görz, wo sie 1886 verstarb. Da Chambord keine männlichen Nachkommen hinterließ, erlosch mit ihm die ältere Linie der Bourbonen, und seine Thronansprüche wurden fortan von dem Zweig der spanischen Bourbonen beansprucht, deren derzeitiger Thronprätendent Louis Alphonse de Bourbon ist. Das Haus Orléans, das einen eigenen Anspruch von Louis-Philippe herleitet (Orléanismus im engeren Sinn), erhebt ebenfalls zusätzlich den Anspruch, auch von Henri ausgehend legitimer Nachfolger zu sein, da die andere Linie als spanisch durch den Vertrag von Utrecht ausgeschlossen sei (sog. Unionismus); deren Thronprätendent ist Jean d’Orléans.

## Trivia

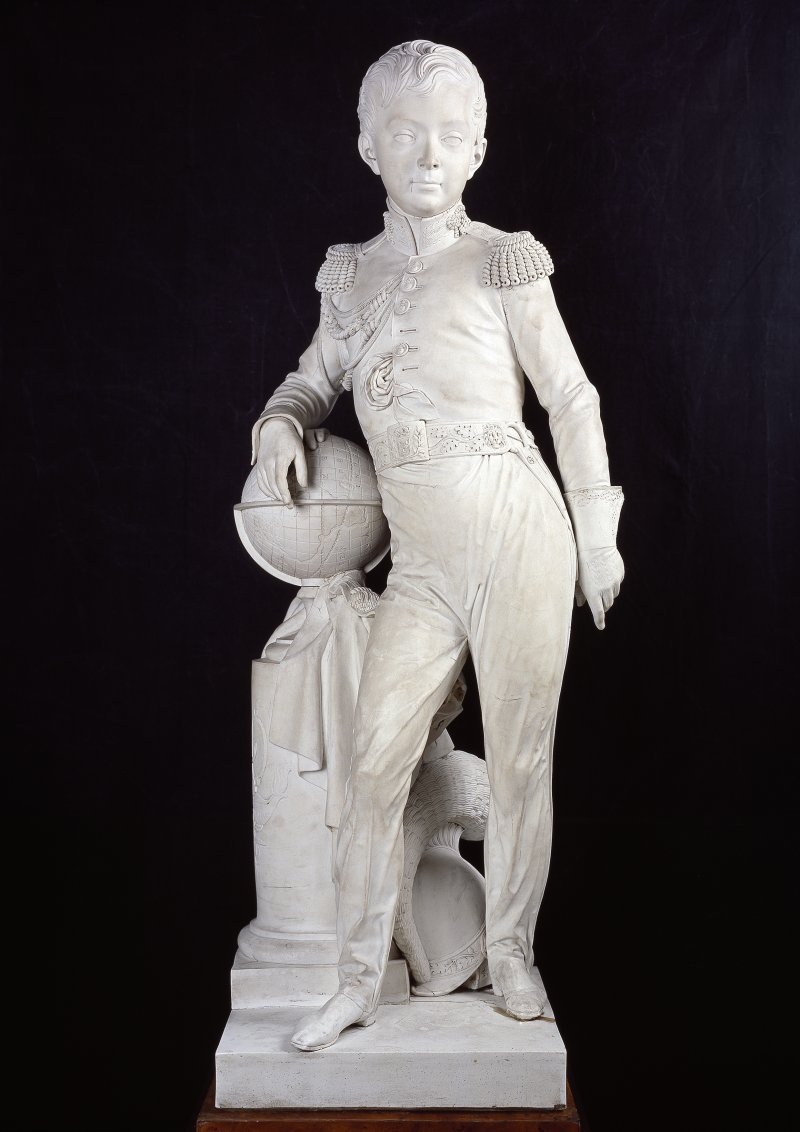
Statue aus Biskuitporzellan im Musée des Arts décoratifs et du Design, Bordeaux

Das Musée des Arts décoratifs et du Design in Bordeaux besitzt unter anderem eine umfangreiche Sammlung zur französischen Restauration und zur Person Henri d’Artois, Herzog von Bordeaux. Mittelpunkt der Sammlung ist eine lebensgroße Statue des Prinzen im Alter von sieben Jahren aus Biskuitporzellan der Porzellanmanufaktur von Sèvres, ein Unikat, ursprünglich im Besitz des Königshauses.